# Blast Paris Major 2023
Blast Paris Major 2023 byl turnaj ve hře Counter-Strike: Global Offensive. Jednalo se o 19. a také poslední turnaj nejvyšší kategorie CS:GO Major. Konal se v Paříži od 8. května do 21. května 2023.

## Pozadí
Counter-Strike: Global Offensive (CS:GO) je multiplayerová střílečka z pohledu první osoby vyvinutá společnostmi Hidden Path Entertainment a Valve Corporation. Jedná se o čtvrtou hru ze série Counter-Strike.
Událost byla posledním turnajem ve hře Counter-Strike: Global Offensive, jehož nástupcem se stala hra Counter-Strike 2; první turnaj Major nové hry se pak konal o 10 měsíců později v březnu 2024. Jednalo se o první Major, kde se objevila mapa Anubis, která nahradila mapu Dust II.
Obhájci titulu Major byli Virtus.pro, kteří získali svůj druhý titul Major na IEM Rio Major 2022. Virtus.pro byli během kvalifikace na evropský Major poraženi týmem MOUZ, čímž se stali prvními obhájci titulu Major, kteří se na následující Major vůbec nekvalifikovali.

## Formát

### Challenger Stage
- Termín: 8. května – 11. května
- Celkem šestnáct týmů v tabulce švýcarského systému, osm týmů postoupilo do Legends Stage
- Eliminace a kvalifikace byly BO3, všechny ostatní zápasy byly BO1

### Legends Stage
- Termín: 13. května – 16. května
- Celkem šestnáct týmů v tabulce švýcarského systému, osm týmů postoupilo do Champions Stage
- Eliminace a kvalifikace byly BO3, všechny ostatní zápasy byly BO1

### Champions Stage (Play-off)
- Termín: 18. května – 21. května
- Osm týmů v jedné vyřazovací skupině se umístilo podle jejich umístění v předchozím kole
- Všechny zápasy byly BO3

### Mapy
- Anubis
- Mirage
- Inferno
- Nuke
- Ancient
- Overpass
- Vertigo

## Týmy a sestavy
| Legendy (Legends)             | Legendy (Legends)             | Legendy (Legends)              | Legendy (Legends)                   |
| Team Vitality                 | 9INE                          | Furia Esports                  | Into The Breach                     |
| ----------------------------- | ----------------------------- | ------------------------------ | ----------------------------------- |
| Mathieu „ZywOo“ Herbaut       | Krzysztof „Goofy“ Górski      | Kaike „KSCERATO“ Cerato        | Thomas „Thomas“ Utting              |
| Dan „apEX“ Madesclaire        | Kamil „KEi“ Pietkun           | Andrei „arT“ Piovezan          | Cai „CYPHER“ Watson                 |
| Lotan „Spinx“ Giladi          | Kacper „Kylar“ Walukiewicz    | Yuri „yuurih“ Boian            | Sebastian „volt“ Maloș              |
| Peter „dupreeh“ Rasmussen     | Wiktor „mynio“ Kruk           | André „drop“ Abreu             | Joey „CRUC1AL“ Steusel              |
| Emil „Magisk“ Reif            | Aleksander „hades“ Miskiewicz | Rafael „saffee“ Costa          | Karol „rallen“ Rodowicz             |
| Heroic                        | Natus Vincere                 | Bad News Eagles                | Fnatic                              |
| Jakob „Jabbi“ Nygaard         | Oleksandr „s1mple“ Kostyliev  | Dionis „sinnopsyy“ Budeci      | Freddy „KRIMZ“ Johansson            |
| Rasmus „sjuush“ Beck          | Andrij „npl“ Kukharsjkyj      | Rigon „rigoN“ Gashi            | Nico „nicoodoz“ Tamjidi             |
| Martin „stavn“ Lund           | Denis „electronic“ Sharipov   | Flatron „juanflatroo“ Halimi   | Fredrik „roeJ“ Jørgensen            |
| Rene „TeSeS“ Madsen           | Ilja „Perfecto“ Zalutskiy     | Genc „gxx-“ Kolgeci            | William „mezii“ Merriman            |
| Casper „cadiaN“ Møller        | Valerij „b1t“ Vachowskiy      | Sener „SENER1“ Mahmuti         | Dion „FASHR“ Derksen                |
| Vyzyvatelé (Challengers)      |                               |                                |                                     |
| OG                            | GamerLegion                   | paiN Gaming                    | FORZE Esports                       |
| Shahar „flameZ“ Shushan       | Ivan „iM“ Mihai               | Rodrigo „biguzera“ Bittencourt | Andrey „Jerry“ Mekhryakov           |
| Abdulkhalik „degster“ Gasanov | Isak „isak“ Fahlén            | Wesley „hardzao“ Lopes         | Aleksandr „zorte“ Zagodyrenko       |
| Adam „NEOFRAG“ Zouhar         | Frederik „acoR“ Gyldstrand    | Gabriel „NEKIZ“ Schenato       | Aleksandr „shalfey“ Marenov         |
| Maciej „F1KU“ Miklas          | Kamil „siuhy“ Szkaradek       | Romeu „zevy“ Rocco Junior      | Vladislav „Krad“ Kravchenko         |
| Nikolaj „niko“ Kristensen     | Nicolas „Keoz“ Dgus           | Felipe „skullz“ Medeiros       | Evgeniy „r3salt“ Frolov             |
| Monte                         | G2 Esports                    | Apeks                          | Ninjas in Pyjamas                   |
| Volodymyr „Woro2k“ Veletnjuk  | Justin „jks“ Savage           | Martin „STYKO“ Styk            | Ludvig „Brollan“ Brolin             |
| Serghij „DemQQ“ Demchenko     | Ilya „m0NESY“ Osipov          | Justinas „jL“ Lekavicius       | Aleksi „Aleksib“ Virolainen         |
| Viktor „sdy“ Orudzhev         | Rasmus „HooXi“ Nielsen        | Damjan „kyxsan“ Stoilkovski    | Kristian „k0nfig“ Wienecke          |
| Szymon „kRaSnal“ Mrozek       | Nikola „NikO“ Kovač           | Tim „nawwk“ Jonasson           | Danyyl „headtr1ck“ Valitov          |
| Mohammad „BOROS“ Malhas       | Nemanja „huNter-“ Kovač       | Joakim „jkaem“ Myrbostad       | Fredrik „REZ“ Sterner               |
| Ostatní (Contenders)          |                               |                                |                                     |
| Fluxo                         | Team Liquid                   | MOUZ                           | Complexity Gaming                   |
| João „felps“ Vasconcellos     | Jonathan „EliGE“ Jablonowski  | Dorian „xertioN“ Berman        | Michael „Grim“ Wince                |
| Lucas „Lucaozy“ Neves         | Joshua „oSee“ Ohm             | Ádám „torzsi“ Torzsás          | Ricky „floppy“ Kemery               |
| Vinicius „v$m“ Moreira        | Nicholas „nitr0“ Cannella     | Christopher „dexter“ Nong      | Justin „FaNg“ Coakley               |
| Adriano „WOOD7“ Cerato        | Keith „NAF“ Markovic          | Jon „JDC“ de Castro            | Johnny „JT“ Theodosiou              |
| Allan „history“ Lawrenz       | Mareks „YEKINDAR“ Gaļinskis   | David „frozen“ Čerňanský       | Håkon „hallzerk“ Fjærli             |
| FaZe Clan                     | Grayhound Gaming              | ENCE                           | The MongolZ                         |
| Russel „Twistzz“ van Dulken   | Declan „Vexite“ Portelli      | Marco „Snappi“ Pfeiffer        | Tuvshintugs „ANNIHILATION“ Nyamdorj |
| Finn „karrigan“ Andersen      | Alistair „aliStair“ Johnston  | Guy „NertZ“ Iluz               | Byambasuren „bLitz“ Garidmagnai     |
| Robin „ropz“ Kool             | Joshua „INS“ Potter           | Paweł „dycha“ Dycha            | Munkhbold „Techno4K“ Sodbayar       |
| Håvard „rain“ Nygaard         | Jay „Liazz“ Tregillgas        | Pavle „maden“ Bošković         | Chinguun „hasteka“ Bayarmaa         |
| Helvijs „broky“ Saukants      | Simon „Sico“ Williams         | Alvaro „SunPayus“ Garcia       | Baatarkhuu „Bart4k“ Batbold         |

## Základní skupina (Challengers Stage)
| #  | Tým               | V | P | Kvalifikace           |
| -- | ----------------- | - | - | --------------------- |
| 1  | ENCE              | 3 | 0 | Kvalifikace do Legend |
| 2  | G2 Esports        | 3 | 0 | Kvalifikace do Legend |
| 3  | Apeks             | 3 | 1 | Kvalifikace do Legend |
| 4  | FaZe Clan         | 3 | 1 | Kvalifikace do Legend |
| 5  | Ninjas in Pyjamas | 3 | 1 | Kvalifikace do Legend |
| 6  | Monte             | 3 | 2 | Kvalifikace do Legend |
| 7  | Team Liquid       | 3 | 2 | Kvalifikace do Legend |
| 8  | GamerLegion       | 3 | 2 | Kvalifikace do Legend |
| 9  | forZe eSports     | 2 | 3 | Eliminace             |
| 10 | Grayhound         | 2 | 3 | Eliminace             |
| 11 | paIN              | 2 | 3 | Eliminace             |
| 12 | Complexity Gaming | 1 | 3 | Eliminace             |
| 13 | TheMongolz        | 1 | 3 | Eliminace             |
| 14 | OG                | 1 | 3 | Eliminace             |
| 15 | MOUZ              | 0 | 3 | Eliminace             |
| 16 | Fluxo             | 0 | 3 | Eliminace             |

Osm týmů se kvalifikovalo do Legends Stage – ke kvalifikaci stačily tři výhry.

## Legendy (Legends Stage)
| #  | Tým               | V | P | Kvalifikace             |
| -- | ----------------- | - | - | ----------------------- |
| 1  | Heroic            | 3 | 0 | Kvalifikace do play-off |
| 2  | Team Vitality     | 3 | 0 | Kvalifikace do play-off |
| 3  | Team Liquid       | 3 | 1 | Kvalifikace do play-off |
| 4  | Monte             | 3 | 1 | Kvalifikace do play-off |
| 5  | GamerLegion       | 3 | 1 | Kvalifikace do play-off |
| 6  | Apeks             | 3 | 2 | Kvalifikace do play-off |
| 7  | Into The Breach   | 3 | 2 | Kvalifikace do play-off |
| 8  | FaZe Clan         | 3 | 2 | Kvalifikace do play-off |
| 9  | Natus Vincere     | 2 | 3 | Eliminace               |
| 10 | Fnatic            | 2 | 3 | Eliminace               |
| 11 | Ninjas in Pyjamas | 2 | 3 | Eliminace               |
| 12 | ENCE              | 1 | 3 | Eliminace               |
| 13 | Bad News Eagles   | 1 | 3 | Eliminace               |
| 14 | G2 Esports        | 1 | 3 | Eliminace               |
| 15 | 9INE              | 0 | 3 | Eliminace               |
| 16 | Furia Esports     | 0 | 3 | Eliminace               |

Osm týmů se kvalifikovalo do Champions Stage – ke kvalifikaci stačily tři výhry.

## Play-off (Champions Stage)
|  | Čtvrtfinále | Čtvrtfinále     | Čtvrtfinále | Čtvrtfinále | Čtvrtfinále |    |             | Semifinále | Semifinále | Semifinále | Semifinále | Semifinále |   |             | Finále | Finále | Finále | Finále | Finále |
|  |             |                 |             |             |             |    |             |            |            |            |            |            |   |             |        |        |        |        |        |
|  | 1           | Heroic          | 16          | 12          | 16          |    |             |            |            |            |            |            |   |             |        |        |        |        |        |
|  | 8           | FaZe Clan       | 14          | 16          | 6           |    |             |            |            |            |            |            |   |             |        |        |        |        |        |
|  | 8           | FaZe Clan       | 14          | 16          | 6           |    | 1           | Heroic     | 16         | 14         | 6          |            |   |             |        |        |        |        |        |
|  |             |                 |             |             |             |    | 1           | Heroic     | 16         | 14         | 6          |            |   |             |        |        |        |        |        |
|  |             | 5               | GamerLegion | 13          | 16          | 16 |             |            |            |            |            |            |   |             |        |        |        |        |        |
|  | 4           | 5               | GamerLegion | 13          | 16          | 16 | Monte       | 10         | 3          | –          |            |            |   |             |        |        |        |        |        |
|  | 4           |                 |             |             |             |    | Monte       | 10         | 3          | –          |            |            |   |             |        |        |        |        |        |
|  | 5           | GamerLegion     | 16          | 16          | –           |    |             |            |            |            |            |            |   |             |        |        |        |        |        |
|  | 5           | GamerLegion     | 16          | 16          | –           |    |             |            |            |            |            |            | 5 | GamerLegion | 6      | 13     | –      |        |        |
|  |             |                 |             |             |             |    |             |            |            |            |            |            |   | GamerLegion | 6      | 13     | –      |        |        |
|  |             | 2               | Vitality    | 16          | 16          | –  |             |            |            |            |            |            |   |             |        |        |        |        |        |
|  | 3           | 2               | Vitality    | 16          | 16          | –  | Team Liquid | 10         | 11         | –          |            |            |   |             |        |        |        |        |        |
|  | 3           |                 |             |             |             |    | Team Liquid | 10         | 11         | –          |            |            |   |             |        |        |        |        |        |
|  | 6           | Apeks           | 16          | 16          | –           |    |             |            |            |            |            |            |   |             |        |        |        |        |        |
|  | 6           | Apeks           | 16          | 16          | –           |    | 6           | Apeks      | 14         | 12         | –          |            |   |             |        |        |        |        |        |
|  |             |                 |             |             |             |    | 6           | Apeks      | 14         | 12         | –          |            |   |             |        |        |        |        |        |
|  |             | 2               | Vitality    | 16          | 16          | –  |             |            |            |            |            |            |   |             |        |        |        |        |        |
|  | 2           | 2               | Vitality    | 16          | 16          | –  | Vitality    | 16         | 16         | –          |            |            |   |             |        |        |        |        |        |
|  | 2           |                 |             |             |             |    | Vitality    | 16         | 16         | –          |            |            |   |             |        |        |        |        |        |
|  | 7           | Into The Breach | 11          | 12          | –           |    |             |            |            |            |            |            |   |             |        |        |        |        |        |

## Showmatch
| Tým Francie               | 12                              | 16 | Blast Dream Team             |
| ------------------------- | ------------------------------- | -- | ---------------------------- |
| Kenny „kennyS“ Schrub     |                                 |    | Oleksandr „s1mple“ Kostyliev |
| Cédric „RpK“ Guipouy      | Christopher „GeT_RiGhT“ Alesund |    |                              |
| Audric „JACKZ“ Jug        | Martin „STYKO“ Styk             |    |                              |
| Richard „shox“ Papillon   | Owen „smooya“ Butterfield       |    |                              |
| Alexandre „bodyy“ Pianaro | Cai „CYPHER“ Watson             |    |                              |

## Sestavy medailistů
| Team Vitality Mathieu „ZywOo“ Herbaut Dan „apEX“ Madesclaire Lotan „Spinx“ Giladi Peter „dupreeh“ Rasmussen Emil „Magisk“ Reif Trenér: Danny „zonic“ Sørensen | |
| GamerLegion Ivan „iM“ Mihai Isak „isak“ Fahlén Frederik „acoR“ Gyldstrand Kamil „siuhy“ Szkaradek Nicolas „Keoz“ Dgus Trenér: Ashley „ashhh“ Battye           | |
| Heroic Martin „stavn“ Lund Casper „cadiaN“ Møller René „TeSeS“ Madsen Rasmus „sjuush“ Beck Jakob „Jabbi“ Nygaard Trenér: Richard „Xizt“ Landström             | Apeks Tim „nawwk“ Jonasson Joakim „jkaem“ Myrbostad Martin „STYKO“ Styk Justinas „jL“ Lekavicius Damjan „kyxsan“ Stoilkovski Trenér: Jakub „kuben“ Gurczyński |